# Seznam dílů seriálu Skladiště 13
Toto je seznam dílů seriálu Skladiště 13. Americký sci-fi seriál Skladiště 13 byl premiérově vysílán v letech 2009–2014, kdy vzniklo pět řad. V Česku jej premiérově vysílala stanice Prima Cool.

## Přehled řad
| Řada | Díly | Premiéra v USA    | Premiéra v USA   | Premiéra v ČR     | Premiéra v ČR    |
| Řada | Díly | První díl         | Poslední díl     | První díl         | Poslední díl     |
| ---- | ---- | ----------------- | ---------------- | ----------------- | ---------------- |
| 1    | 13   | 7. července 2009  | 22. září 2009    | 14. dubna 2012    | 26. května 2012  |
| 2    | 13   | 6. července 2010  | 7. prosince 2010 | 27. května 2012   | 8. července 2012 |
| 3    | 13   | 11. července 2011 | 6. prosince 2011 | 8. září 2013      | 1. prosince 2013 |
| 4    | 20   | 23. července 2012 | 8. července 2013 | 8. prosince 2013  | 22. února 2014   |
| 5    | 6    | 14. dubna 2014    | 19. května 2014  | 20. prosince 2015 | 9. ledna 2016    |

## Seznam dílů

### První řada (2009)
| Č. v seriálu | Č. v řadě | Původní název  | Český název      | Režie              | Scénář                                                                              | Premiéra v USA    | Premiéra v ČR   |
| ------------ | --------- | -------------- | ---------------- | ------------------ | ----------------------------------------------------------------------------------- | ----------------- | --------------- |
| 1            | 1         | Pilot (Part 1) | Spona (1. část)  | Jace Alexander     | námět: Brent Mote a Jane Espenson scénář: Brent Mote, Jane Espenson a David Simkins | 7. července 2009  | 14. dubna 2012  |
| 2            | 2         | Pilot (Part 2) | Spona (2. část)  | Jace Alexander     | námět: Brent Mote a Jane Espenson scénář: Brent Mote, Jane Espenson a David Simkins | 7. července 2009  | 15. dubna 2012  |
| 3            | 3         | Resonance      | Rezonance        | Vincent Misiano    | David Simkins                                                                       | 14. července 2009 | 21. dubna 2012  |
| 4            | 4         | Magnetism      | Magnetismus      | Jace Alexander     | Jack Kenny                                                                          | 21. července 2009 | 22. dubna 2012  |
| 5            | 5         | Claudia        | Kompas           | Stephen Surjik     | Drew Z. Greenberg                                                                   | 28. července 2009 | 28. dubna 2012  |
| 6            | 6         | Elements       | Čtyři elementy   | Ken Girotti        | námět: Dana Baratta a Jack Kenny scénář: Jack Kenny a David Simkins                 | 4. srpna 2009     | 29. dubna 2012  |
| 7            | 7         | Burnout        | Saracénská páteř | Constantine Makris | Matthew Federman a Stephen Scaia                                                    | 11. srpna 2009    | 5. května 2012  |
| 8            | 8         | Implosion      | Samurajský meč   | Vincent Misiano    | Bob Goodman                                                                         | 18. srpna 2009    | 6. května 2012  |
| 9            | 9         | Duped          | V zrcadle        | Michael W. Watkins | Ben Raab a Deric A. Hughes                                                          | 25. srpna 2009    | 12. května 2012 |
| 10           | 10        | Regrets        | Křemen           | Michael W. Watkins | Tamara Becher                                                                       | 1. září 2009      | 13. května 2012 |
| 11           | 11        | Breakdown      | Havárie          | Eric Laneuville    | Michael P. Fox a Ian Stokes                                                         | 8. září 2009      | 19. května 2012 |
| 12           | 12        | Nevermore      | Zápisník         | Tawnia McKiernan   | David Simkins                                                                       | 15. září 2009     | 20. května 2012 |
| 13           | 13        | MacPherson     | Náprstek         | Stephen Surjik     | Jack Kenny                                                                          | 22. září 2009     | 26. května 2012 |

### Druhá řada (2010)
| Č. v seriálu | Č. v řadě | Původní název      | Český název       | Režie              | Scénář                               | Premiéra v USA    | Premiéra v ČR    |
| ------------ | --------- | ------------------ | ----------------- | ------------------ | ------------------------------------ | ----------------- | ---------------- |
| 14           | 1         | Time Will Tell     | Vesta             | Stephen Surjik     | Jack Kenny                           | 6. července 2010  | 27. května 2012  |
| 15           | 2         | Mild Mannered      | Železný stín      | Constantine Makris | Benjamin Raab a Deric A. Hughes      | 13. července 2010 | 2. června 2012   |
| 16           | 3         | Beyond Our Control | Záhadná zjevení   | Constantine Makris | David Simkins                        | 20. července 2010 | 3. června 2012   |
| 17           | 4         | Age Before Beauty  | Elixír mládí      | Tawnia McKiernan   | Andrew Kreisberg                     | 27. července 2010 | 9. června 2012   |
| 18           | 5         | 13.1               | Upgrade           | Chris Fisher       | Ian Stokes                           | 3. srpna 2010     | 10. června 2012  |
| 19           | 6         | Around the Bend    | Telegraf          | Tawnia McKiernan   | Bob Goodman                          | 10. srpna 2010    | 16. června 2012  |
| 20           | 7         | For the Team       | Energetický drink | Tawnia McKiernan   | Drew Z. Greenberg                    | 17. srpna 2010    | 17. června 2012  |
| 21           | 8         | Merge with Caution | Výměna těl        | Anton Cropper      | Nell Scovell                         | 24. srpna 2010    | 23. června 2012  |
| 22           | 9         | Vendetta           | Vendeta           | Matt Earl Beesley  | Michael P. Fox                       | 31. srpna 2010    | 24. června 2012  |
| 23           | 10        | Where and When     | Zpátky v čase     | Stephen Cragg      | Drew Z. Greenberg a Andrew Kreisberg | 7. září 2010      | 30. června 2012  |
| 24           | 11        | Buried             | Skladiště 2       | Stephen Surjik     | Robyn Adams a Mike Johnson           | 14. září 2010     | 1. července 2012 |
| 25           | 12        | Reset              | Nový začátek      | Constantine Makris | Jack Kenny a Nell Scovell            | 21. září 2010     | 7. července 2012 |
| 26           | 13        | Secret Santa       | Tajný Santa       | Jack Kenny         | Bob Goodman                          | 7. prosince 2010  | 8. července 2012 |

### Třetí řada (2011)
| Č. v seriálu | Č. v řadě | Původní název         | Český název        | Režie              | Scénář                                                          | Premiéra v USA    | Premiéra v ČR      |
| ------------ | --------- | --------------------- | ------------------ | ------------------ | --------------------------------------------------------------- | ----------------- | ------------------ |
| 27           | 1         | The New Guy           | Nováček            | Stephen Surjik     | Jack Kenny                                                      | 11. července 2011 | 8. září 2013       |
| 28           | 2         | Trials                | Zkušební doba      | Constantine Makris | Drew Z. Greenberg                                               | 18. července 2011 | 15. září 2013      |
| 29           | 3         | Love Sick             | Nešťastná láska    | Tawnia McKiernan   | Andrew Kreisberg                                                | 25. července 2011 | 22. září 2013      |
| 30           | 4         | Queen for a Day       | Včelí královna     | Jeremiah Chechik   | Holly Harold                                                    | 1. srpna 2011     | 29. září 2013      |
| 31           | 5         | 3… 2… 1…              | Napříč časem       | Chris Fisher       | Bob Goodman                                                     | 8. srpna 2011     | 6. října 2013      |
| 32           | 6         | Don't Hate the Player | Videohra           | Chris Fisher       | Ian Stokes                                                      | 15. srpna 2011    | 13. října 2013     |
| 33           | 7         | Past Imperfect        | Čas minulý         | Tawnia McKiernan   | Nell Scovell                                                    | 22. srpna 2011    | 20. října 2013     |
| 34           | 8         | The 40th Floor        | Čtyřicáté patro    | Chris Fisher       | Benjamin Raab a Deric A. Hughes                                 | 29. srpna 2011    | 27. října 2013     |
| 35           | 9         | Shadows               | Stíny              | Tawnia McKiernan   | Bob Goodman a Holly Harold                                      | 12. září 2011     | 3. listopadu 2013  |
| 36           | 10        | Insatiable            | Živí mrtví         | Constantine Makris | Benjamin Raab a Deric A. Hughes                                 | 19. září 2011     | 10. listopadu 2013 |
| 37           | 11        | Emily Lake            | Emily Lakeová      | Millicent Shelton  | Nell Scovell a Ian Stokes                                       | 3. října 2011     | 17. listopadu 2013 |
| 38           | 12        | Stand                 | Svědectví          | Stephen Surjik     | Andrew Kreisberg a Drew Z. Greenberg                            | 3. října 2011     | 24. listopadu 2013 |
| 39           | 13        | The Greatest Gift     | Nejkrásnější dárek | Jack Kenny         | námět: Mike Johnson a John-Paul Nickel scénář: John-Paul Nickel | 6. prosince 2011  | 1. prosince 2013   |

### Čtvrtá řada (2012–2013)
| Č. v seriálu | Č. v řadě | Původní název             | Český název             | Režie              | Scénář                          | Premiéra v USA    | Premiéra v ČR     |
| ------------ | --------- | ------------------------- | ----------------------- | ------------------ | ------------------------------- | ----------------- | ----------------- |
| 40           | 1         | A New Hope                | Nová naděje             | Chris Fisher       | Jack Kenny                      | 23. července 2012 | 8. prosince 2013  |
| 41           | 2         | An Evil Within            | Vnitřní zlo             | Constantine Makris | Holly Harold                    | 30. července 2012 | 15. prosince 2013 |
| 42           | 3         | Personal Effects          | Pozůstalost             | Andrew Seklir      | Ian Stokes                      | 6. srpna 2012     | 22. prosince 2013 |
| 43           | 4         | There's Always a Downside | Vždycky je v tom háček  | Constantine Makris | Drew Z. Greenberg               | 13. srpna 2012    | 28. prosince 2013 |
| 44           | 5         | No Pain, No Gain          | Bez práce nejsou koláče | Jay Chandrasekhar  | Nell Scovell                    | 20. srpna 2012    | 29. prosince 2013 |
| 45           | 6         | Fractures                 | Střepy                  | Chris Fisher       | Benjamin Raab a Deric A. Hughes | 27. srpna 2012    | 4. ledna 2014     |
| 46           | 7         | Endless Wonder            | Nekonečný zázrak        | Michael McMurray   | Bob Goodman                     | 10. září 2012     | 5. ledna 2014     |
| 47           | 8         | Second Chance             | Druhá šance             | Constantine Makris | Diego Gutierrez                 | 17. září 2012     | 11. ledna 2014    |
| 48           | 9         | The Ones You Love         | Naši blízcí             | Howie Deutch       | Nell Scovell                    | 24. září 2012     | 12. ledna 2014    |
| 49           | 10        | We All Fall Down          | Všichni se hroutíme     | Chris Fisher       | Holly Harold                    | 1. října 2012     | 18. ledna 2014    |
| 50           | 11        | The Living and the Dead   | Živí a mrtví            | Millicent Shelton  | Drew Z. Greenberg               | 29. dubna 2013    | 19. ledna 2014    |
| 51           | 12        | Parks and Rehabilitation  | Odpuštění               | Larry Teng         | Ian Stokes                      | 6. května 2013    | 25. ledna 2014    |
| 52           | 13        | The Big Snag              | Líbej mě, navždy        | Chris Fisher       | John-Paul Nickel                | 13. května 2013   | 26. ledna 2014    |
| 53           | 14        | The Sky's the Limit       | Nebe nezná hranic       | Jack Kenny         | Michael Jones-Morales           | 20. května 2013   | 1. února 2014     |
| 54           | 15        | Instinct                  | Instinkt                | Jennifer Lynch     | Bob Goodman                     | 3. června 2013    | 2. února 2014     |
| 55           | 16        | Runaway                   | Uprchlík                | Matthew Hastings   | Ian D. Maddox a Marque Franklin | 10. června 2013   | 8. února 2014     |
| 56           | 17        | What Matters Most         | Otázka významu          | Chris Fisher       | Diego Gutierrez                 | 17. června 2013   | 9. února 2014     |
| 57           | 18        | Lost & Found              | Ztráty a nálezy         | Howie Deutch       | Benjamin Raab a Deric A. Hughes | 24. června 2013   | 15. února 2014    |
| 58           | 19        | All the Time in the World | Všechen čas světa       | Chris Fisher       | Holly Harold                    | 1. července 2013  | 16. února 2014    |
| 59           | 20        | The Truth Hurts           | Pravda bolí             | Jack Kenny         | Drew Z. Greenberg               | 8. července 2013  | 22. února 2014    |

### Pátá řada (2014)
| Č. v seriálu | Č. v řadě | Původní název       | Český název         | Režie                 | Scénář                          | Premiéra v USA  | Premiéra v ČR     |
| ------------ | --------- | ------------------- | ------------------- | --------------------- | ------------------------------- | --------------- | ----------------- |
| 60           | 1         | Endless Terror      | Nekonečná hrůza     | Jack Kenny            | Jack Kenny                      | 14. dubna 2014  | 20. prosince 2015 |
| 61           | 2         | Secret Services     | Tajná služba        | Robert Duncan McNeill | Bob Goodman                     | 21. dubna 2014  | 26. prosince 2015 |
| 62           | 3         | A Faire to Remember | Renesanční trh      | Matt Birman           | Holly Harold                    | 28. dubna 2014  | 27. prosince 2015 |
| 63           | 4         | Savage Seduction    | Život je telenovela | Jack Kenny            | Diego Gutierrez                 | 5. května 2014  | 2. ledna 2016     |
| 64           | 5         | Cangku Shisi        | Skladiště 14        | Michael McMurray      | Benjamin Raab a Deric A. Hughes | 12. května 2014 | 3. ledna 2016     |
| 65           | 6         | Endless             | Bez konce           | Jack Kenny            | John-Paul Nickel                | 19. května 2014 | 9. ledna 2016     |